# Cegła suszona

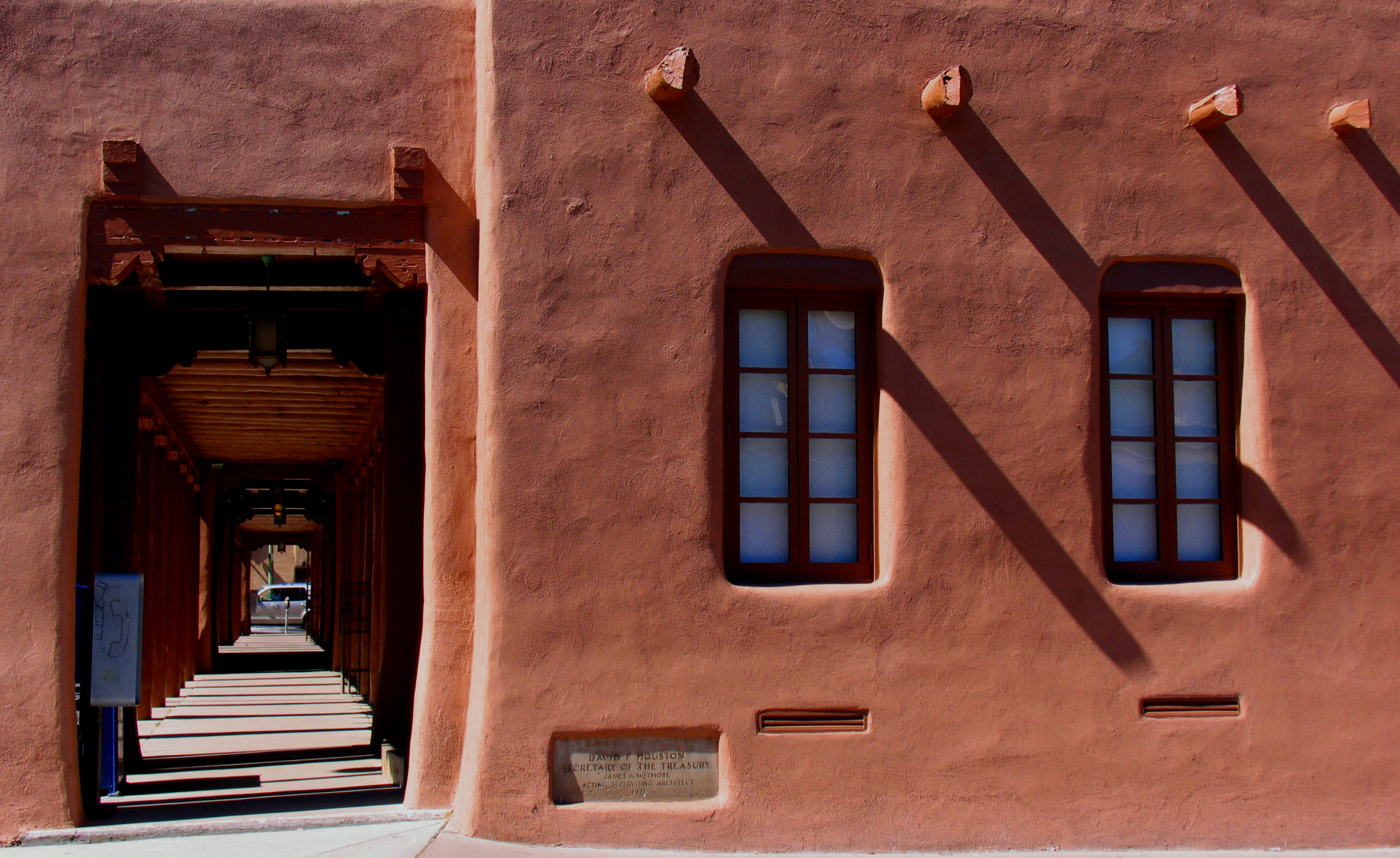
Santa Fe, architektura wykonana w adobe, łącznie z grubą jednolitą warstwą zewnętrzną charakterystycznego „otynkowania”

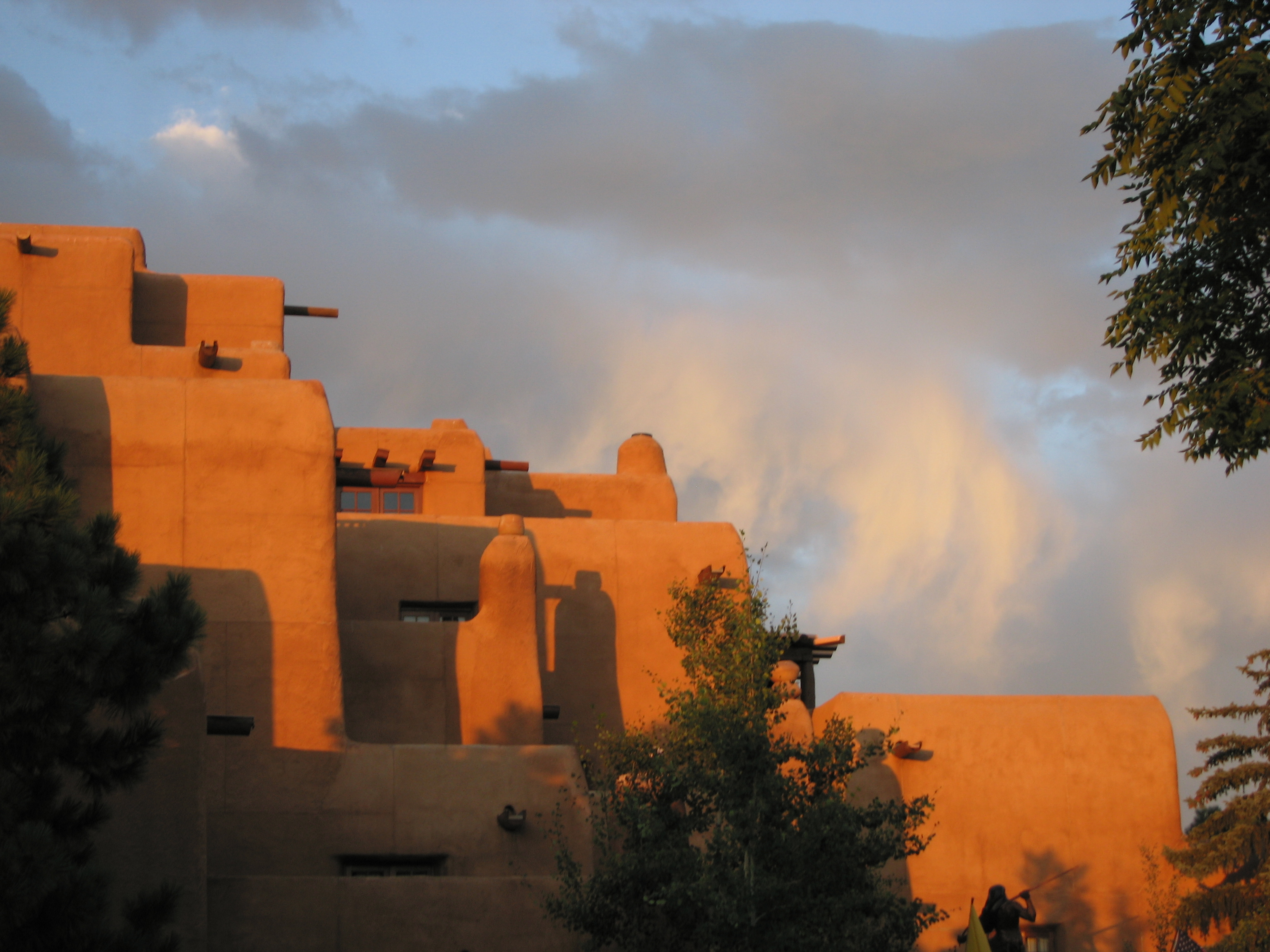
Współczesna architektura w Nowym Meksyku naśladująca budowle z suszonej cegły

Cegła suszona (w wielu językach: adobe, z hiszp.) – rodzaj cegły; podstawowy, obok drewna i kamienia, materiał budowlany używany w rejonach świata o gorącym klimacie. Cegła ta jest suszona na słońcu i nie jest dodatkowo wypalana.
Najbardziej powszechna tam, gdzie brakowało drewna potrzebnego do budowy i wypalania cegieł. Otrzymywana jest z gliny, iłu lub mułu wymieszanego z trawą lub słomą, ukształtowanego najczęściej w prostopadłościan i wysuszonego na słońcu. Cegła tak otrzymana jest tania, ale brak jej odporności na opady deszczu i wilgoć. W suchym, pustynnym klimacie sprawdza się dobrze. Zapewnia stosunkowo stałą temperaturę wnętrza.
Z cegły suszonej budowano w starożytności w Mezopotamii, Egipcie, Indiach, Grecji, Rzymie, prekolumbijskiej Ameryce. Od IV w. p.n.e. cegłę suszoną zaczęła wypierać cegła wypalana. Do dziś cegły suszone są powszechnym materiałem budowlanym, m.in. na Bliskim Wschodzie, w Afryce Północnej i w Ameryce Łacińskiej. Cegieł adobe używa się np. w Peru i w tradycyjnych budowlach Indian z pogranicza Stanów Zjednoczonych i Meksyku (zwłaszcza Pueblo).
Do największych zabytkowych budowli z adobe należą: cytadela w irańskim mieście Bam (zniszczona w 80% podczas trzęsienia ziemi 26 grudnia 2003), świątynie Słońca (Huaca del Sol) i Księżyca prekolumbijskiej kultury Mochica w Peru (zbudowane ze 100 mln cegieł) oraz prekolumbijskie budowle kultury Chimú w mieście Chan Chan (także w Peru, wpisane na Listę UNESCO) oraz w pueblach Nowego Meksyku, jak Pecos lub Acoma.
Terminem adobe określa się także rodzaj budowli zbudowanej z cegieł tego typu oraz wzorowany na budowlach z cegły adobe styl architektoniczny, popularny zwłaszcza w Nowym Meksyku.
Niewypalaną cegłę stosowano także w Polsce do stawiania wewnętrznych ścianek działowych, zwłaszcza w murowanych budynkach gospodarczych. Ścianki stawiane przed II wojną światową, mimo że nietynkowane, nadal widuje się w doskonałym stanie technicznym.
Budowano też tą technologią całe wiejskie domy mieszkalne o drewnianej konstrukcji szkieletowej, a ściany obustronnie tynkowano. Takie domy, o ile mieszkańcy dbali o nie (zwłaszcza o dach), do dziś bywają zamieszkane.

## Dodatkowe informacje
- Izraelici, których według Biblii wyprowadził Mojżesz z Egiptu, pracowali niewolniczo przy produkcji suszonych cegieł. Jest to praca brudna i szkodliwa dla zdrowia (niewygodna pozycja, wilgoć, brud). Wyznaczana dla ludu przeznaczonego na wyniszczenie.
- Cegły suszone produkowane są i dziś w regionach o dogodnym klimacie.

## Galeria

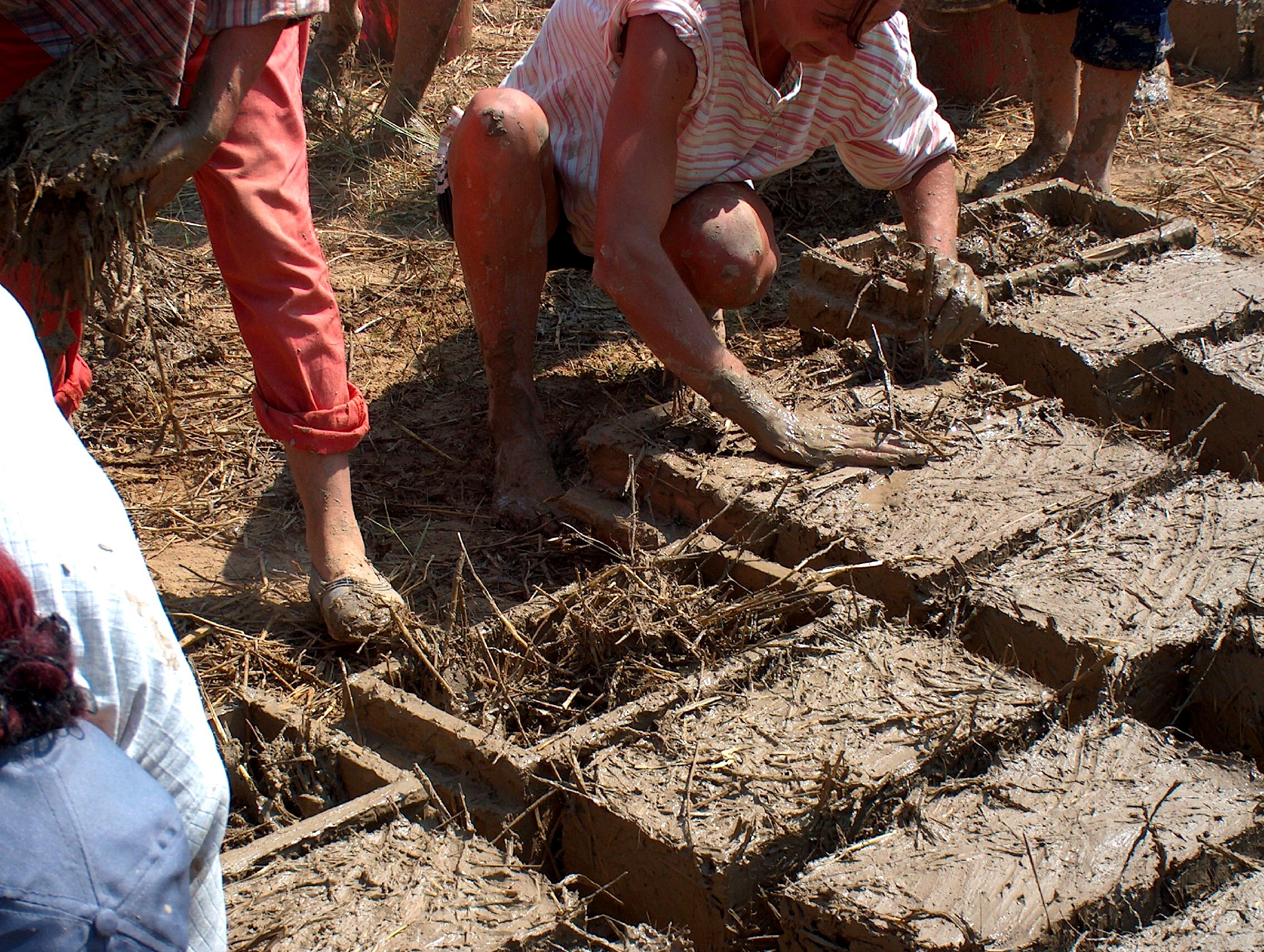
Produkcja w Rumunii
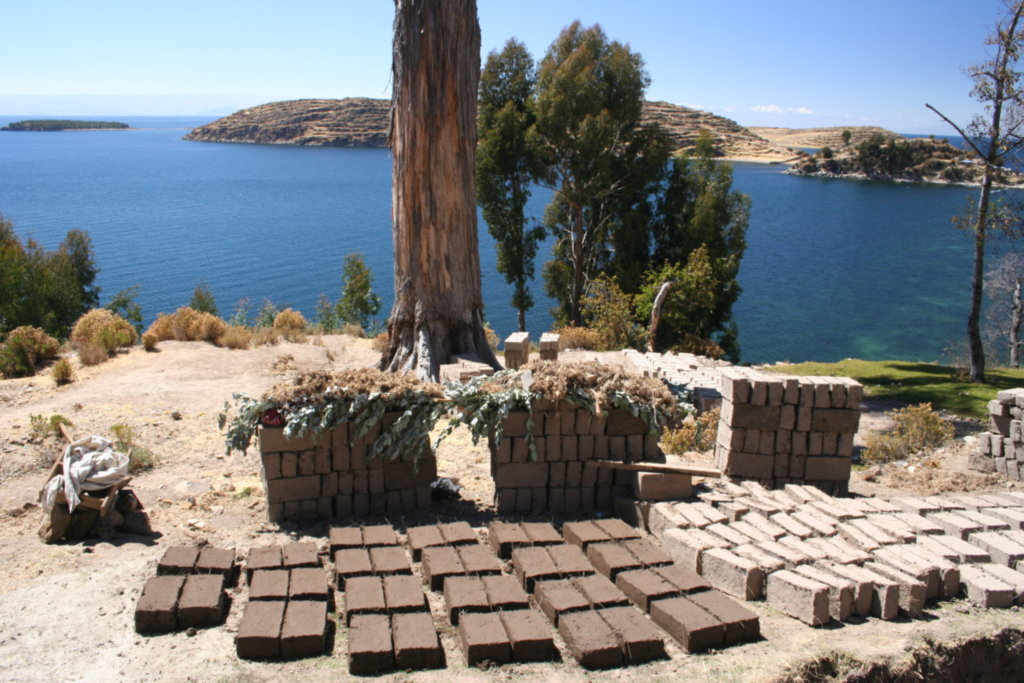
Suszenie w Boliwii
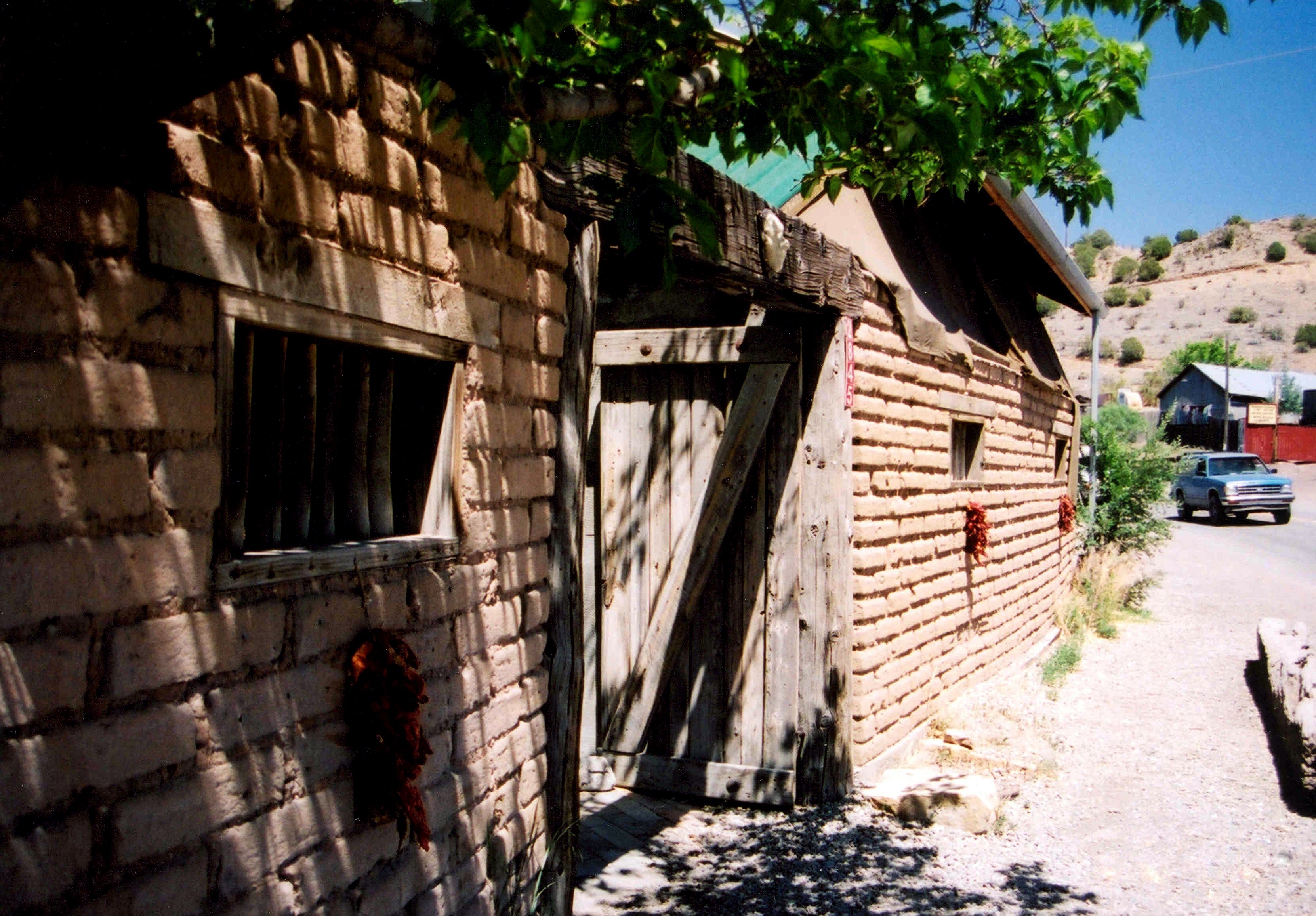
Mur w Nowym Meksyku
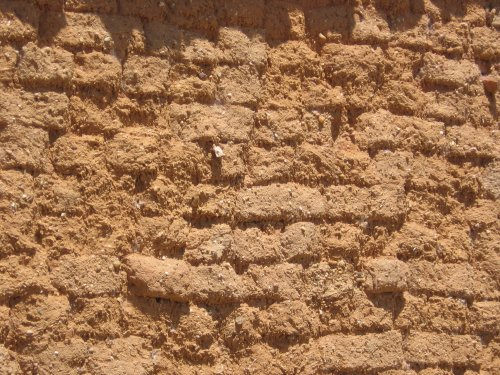
Wietrzenie wskutek działania czynników atmosferycznych